# Robert Kipkoech Cheruiyot
Robert Kipkoech Cheruiyot (Kapsabet (Nandi-district), 26 september 1978) is een Keniaanse langeafstandsloper en de parcoursrecordhouder en viervoudig winnaar van de Boston Marathon. Hij won hem in 2003, 2006, 2007 en 2008. Zijn snelste tijd is 2:07.14; hij brak daarmee het twaalf jaar oude parcoursrecord van Cosmas Ndeti.

## Biografie
Cheruiyot leerde hardlopen op school, maar doordat hij het schoolgeld niet meer kon betalen moest Kipkoech Cheruiyot van school af. Vervolgens werd hij kapper in Mosoriot, maar had vanwege zijn lage salaris nauwelijks genoeg geld voor eten. Uiteindelijk kon hij meedoen aan het trainingskamp van Moses Tanui in Kaptagat. Niet lang hierna brak hij door toen hij een lokale 10 kilometer-wedstrijd won.
Kipkoech Cheruiyot kreeg in 2002 internationale bekendheid, doordat hij tweede werd op de Discovery Kenya halve marathon (1:03.09) en diezelfde maand de Rome-Ostia halve marathon won in een persoonlijk record en een parcoursrecord van 1:00.06. Op 13 oktober 2002 won hij de 20 km van Parijs in 57.38. In dat jaar won hij ook de marathon van Milaan in 2:08.5 en de Saint Silvester marathon over 15 km in 44.59.
In 2004 werd hij vijfde op de marathon van Parijs en een jaar later werd hij eveneens vierde op de New York City Marathon.
In 2006 liep Cheruiyot de Chicago Marathon in 2:07.35. Net toen hij op de finishlijn was, gleed hij uit en viel op zijn hoofd. Men toonde aan dat hij tijdens zijn val over de streep ging. Op 26 maart 2006 liep hij zijn persoonlijk record op de halve marathon van Lissabon en finishte slechts vijf seconden achter Martin Lel. Deze tijd is niet officieel, want het parcours loopt af en van A naar B.
Robert Kipkoech Cheruiyot won in 2007 voor de derde maal de Boston Marathon in 2:14.13. Twee landgenoten van hem werden tweede en derde. Het was voor de vijftiende maal in zeventien jaar dat een Keniaan deze wedstrijd won. Het was de langzaamste wedstrijd sinds 1977 wegens een tegenwind van 80 km/u en grote koude. Cheruiyot won met zijn overwinning 100.000 dollar. Hij ging hiermee met grote voorsprong aan de leiding in het World Major Marathon circuit, waarbij een eindoverwinning 500.000 dollar opbrengt.
Op 21 april 2008 zegevierde hij voor de vierde keer op de Boston Marathon in 2:07.46. Hiermee werd hij de eerste atleet die deze wedstrijd vier keer op zijn naam schreef sinds Bill Rodgers.
Kipkoech Cheruiyot traint met zijn clubgenoten in de Nhong heuvels vlak bij Nairobi. Hierbij is ook veelvuldig Paul Tergat zijn trainingspartner.

## Persoonlijke records
| Onderdeel      | Prestatie | Datum            | Plaats         |
| -------------- | --------- | ---------------- | -------------- |
| 10 km          | 27.48     | 1 augustus 2004  | Cape Elizabeth |
| 15 km          | 43.28     | 5 mei 2002       | Brussel        |
| 20 km          | 59.08     | 10 oktober 2004  | Chicago        |
| halve marathon | 1:00.06   | 24 februari 2002 | Ostia          |
| 25 km          | 1:13.57   | 10 oktober 2004  | Chicago        |
| 30 km          | 1:29.08   | 10 oktober 2004  | Chicago        |
| marathon       | 2:07.14   | 17 april 2006    | Boston         |
| 8 km           | 22.55     | 6 april 2002     | Vigevano       |

## Palmares

### halve marathon
- 2002:  Discovery Kenya halve marathon - 1:03.09
- 2002:  Rome-Ostia halve marathon - 1:00.06
- 2006:  halve marathon van Lissabon - 59.35
- 2006:  halve marathon van Portugal - 1:02.51
- 2007: 5e halve marathon van Ras al-Khaimah - 1:00.38

### marathon
- 2001: 10e marathon van Rotterdam - 2:10.41
- 2002:  marathon van Milaan - 2:08.59
- 2003: 5e marathon van Seoel - 2:10.34
- 2003:  Boston Marathon - 2:10.11
- 2003: 5e marathon van Amsterdam - 2:08.13
- 2003:  marathon van Milaan - 2:11.07
- 2004: 12e Chicago Marathon - 2:14.23
- 2004: 4e Marathon van Eindhoven - 2:12.12
- 2004: 5e marathon van Parijs - 2:10.38
- 2005: 5e Boston Marathon - 2:14.30
- 2005: 12e marathon van Amsterdam - 2:20.48
- 2005: 4e New York City Marathon - 2:11.01
- 2006:  Boston Marathon - 2:07.14
- 2006:  Chicago Marathon - 2:07.35
- 2007:  Boston Marathon - 2:14.13
- 2007: 4e Chicago Marathon - 2:16.13
- 2008:  Boston Marathon - 2:07.46
- 2009: 5e WK - 2:10.46
- 2009: 5e Boston Marathon - 2:10.06
- 2009:  New York City Marathon - 2:09.56
- 2011: 7e marathon van Shanghai - 2:12.25